# Nadine Wrietz

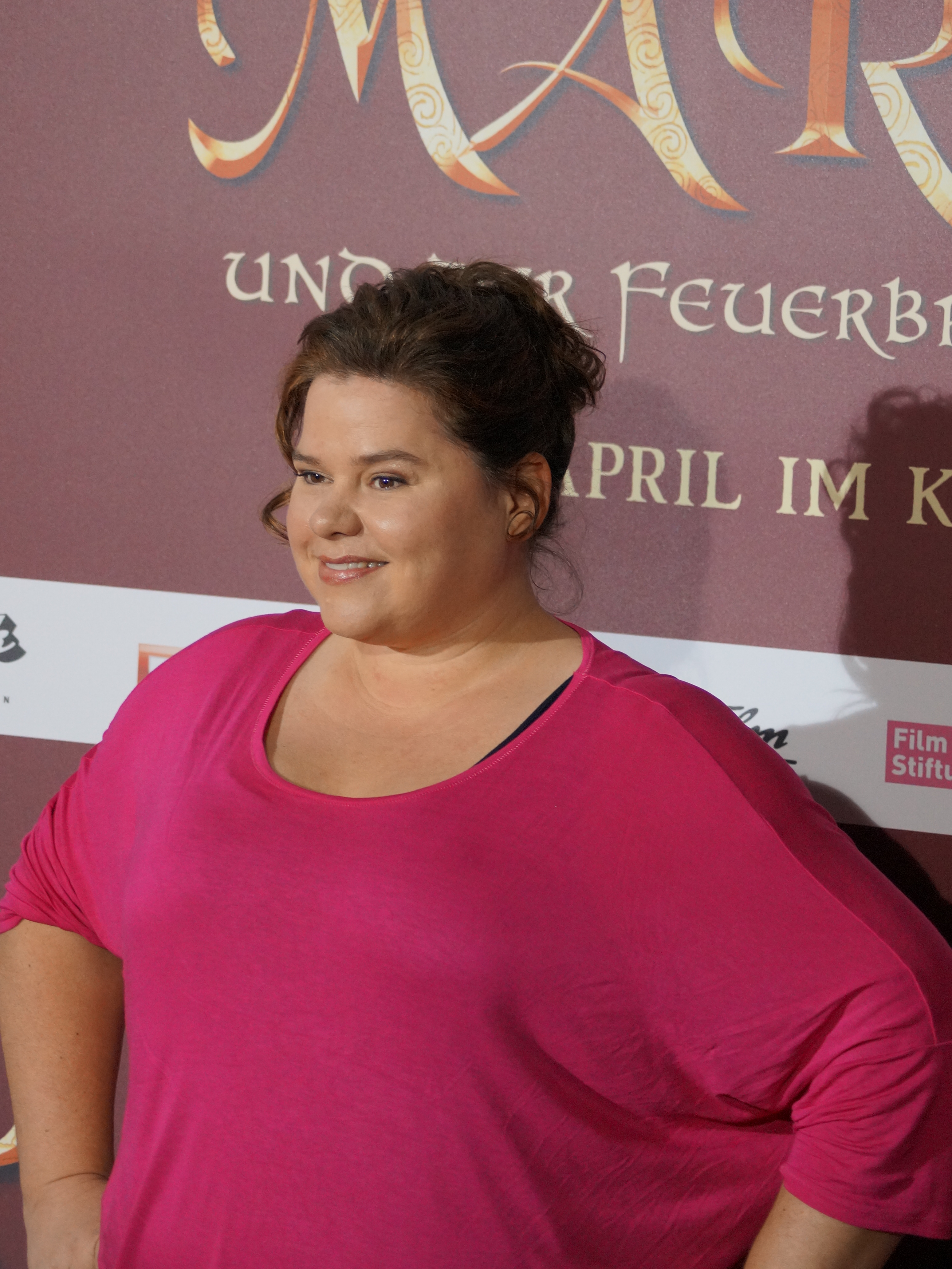
Nadine Wrietz bei der Premiere von Mara und der Feuerbringer, März 2015

Nadine Wrietz (* 27. Januar 1975 in West-Berlin) ist eine deutsche Schauspielerin und Liedermacherin.

## Leben
Nadine Wrietz wurde in Berlin-Spandau geboren und ist auch dort aufgewachsen. Von 1987 bis 1995 war sie Darstellerin in dem SFB-Jugendmagazin Moskito, das unter anderem mit dem Adolf-Grimme-Preis ausgezeichnet wurde. 1994 absolvierte sie ihr Abitur an der Freiherr-vom-Stein-Oberschule, ein Jahr später erhielt sie im Fernsehfilm À la minute ihre erste Hauptrolle. Sie bekam außerdem beim Theater Strahl in Berlin  einen Ersatzauftritt für eine erkrankte Hauptdarstellerin. Daraufhin blieb sie fünf Jahre als ständiges Ensemblemitglied beim Theater und spielte mehrere hundert Vorstellungen.
Von 1997 bis 2007 wurde Nadine Wrietz durch die durchgehende Hauptrolle der Anja in der Kinderserie Anja & Anton bekannt. Die erste Folge der Serie wurde mit dem Kinderfilm- und -fernsehpreis Goldener Spatz ausgezeichnet. Sie spielte außerdem in vielen Kino- und TV-Produktionen, darunter Dieses bescheuerte Herz, Der Lehrer und Wilsberg sowie SCHULD nach Ferdinand von Schirach.
Seit dem Gewinn des ersten Platzes beim Self Made Shorties Festival 2011 stand sie in über 50 Produktionen vor der TV- und Kino-Kamera.
Im Februar 2021 outete sie sich im Rahmen der Initiative #actout im SZ-Magazin mit 185 anderen lesbischen, schwulen, bisexuellen, queeren, nicht-binären und trans* Schauspielenden.

## Musik
Nadine Wrietz brachte sich mit 15 Jahren das Gitarrespielen bei und fing an, eigene Lieder zu schreiben. Sie unternahm erste musikalische Gehversuche als Sängerin der Spandauer Schülerband Enchanted und trat auch solo auf. 1997 gründete sie mit dem Berliner Jazz-Gitarristen Jan Pelao ein Duo, das mit eigenen und gecoverten Soulnummern z. B. in der Bar jeder Vernunft oder im SO36 auftrat. 2007 produzierte sie die eigene EP Lieblings Lieder mit neun deutschsprachigen Soul- und Popsongs.
Im Jahr 2009 schrieb Nadine Wrietz auf Anfrage von Hertha BSC den Vereinssong Meine Hertha, veröffentlichte den Titel bei Zett Records Berlin und sang das Lied erstmals im ausverkauften Berliner Olympiastadion direkt vor der Ostkurve.

## Preise
Wrietz gewann 2011 den ersten Preis beim Self Made Shorties Festival im Rahmen des Filmfest München. Dabei setzte sie sich gegen 500 andere Einreichungen durch und überzeugte die Jury (Sophia Aldenhoven, Uli Aselmann, Uwe Bünker, Thomas Biehl, Emrah Ertem, Sandra Köppe, Herbert Krätschel, Ruth Kreider, Götz Otto, Stefanie von Poser).

## Filmografie (Auswahl)
- 1995: À la minute
- 1998–2008: Anja & Anton (Fernsehserie, 55 Folgen)
- 2000: Doppelter Einsatz Berlin – Wehe dem, der liebt
- 2001: Nicht ohne meinen Anwalt (Fernsehserie, Folge In eigener Sache)
- 2001: Alphateam – Die Lebensretter im OP (Fernsehserie, Folge Lebensproben)
- 2001: Mein Leben & Ich (Fernsehserie, Folge Eisen macht glücklich)
- 2003: Berlin, Berlin (Fernsehserie, Folge 20 Minuten)
- 2003: Alltag
- 2003: Ein Baby für dich
- 2003–2005: SOKO Köln (Fernsehserie, verschiedene Rollen, 2 Folgen)
- 2005: Unter dem Eis
- 2009: So glücklich war ich noch nie
- 2012: Danni Lowinski (Fernsehserie, Folge Karoshi)
- 2012: Der Blender
- 2012: Tatort: Borowski und der stille Gast (Fernsehreihe)
- 2012, 2017: SOKO Wismar (Fernsehserie, verschiedene Rollen, 2 Folgen)
- 2012: Alarm für Cobra 11 – Die Autobahnpolizei (Fernsehserie, Folge Engel des Todes)
- 2012: Notruf Hafenkante (Fernsehserie, Folge Abgetaucht)
- 2012: Die Schöne und das Biest
- 2013: Im Netz
- 2013: Die Kinder meiner Tochter
- 2013: Da geht noch was
- 2013: Christine. Perfekt war gestern! (Fernsehserie, Folge Magic Moments)
- 2013: Tatort: Kalter Engel
- 2013: Lotta & die frohe Zukunft
- 2014: Der Kriminalist (Fernsehserie, Folge Die barfüßige Prinzessin)
- 2014: Dina Foxx – Tödlicher Kontakt
- 2014: Vaterfreuden
- 2014: Salomeas Nase (Salomea's Nose)
- 2014: Stille Nächte
- 2014: Coming In
- 2014: Irre sind männlich
- 2014: Mona kriegt ein Baby
- 2014: Allein unter Ärzten
- 2014: Das Traumschiff – Mauritius (Fernsehreihe)
- 2015: Es kommt noch besser
- 2015: Mara und der Feuerbringer
- 2015: Das Goldene Ufer
- 2015: Lotta & das ewige Warum
- 2015: Die Kanzlei (Fernsehserie, Folge Nichts als die Wahrheit)
- 2015: Süßer September
- 2015–2021: Der Lehrer (Fernsehserie)
- 2016: Conni & Co
- 2016: SOKO Leipzig (Fernsehserie, Folge Linie 131)
- 2016: Dating Alarm
- 2016: Was kostet die Liebe? – Ein Großstadtmärchen
- 2016: Die Kinder meines Bruders
- 2016: Der letzte Cowboy (Fernseh-Miniserie, Folge Talent muss man haben)
- 2017: SCHULD nach Ferdinand von Schirach (Folge Das Cello)
- 2017: SOKO Stuttgart (Fernsehserie, Folge Durchgeknallt)
- 2017: Alarm für Cobra 11 – Die Autobahnpolizei (Fernsehserie, Folge Ein Scheißtag)
- 2017: Dieses bescheuerte Herz
- 2018, 2025: SOKO Potsdam (Fernsehserie, Folgen Kalte Fische, "Unkraut")
- 2018: Wilsberg: Morderney (Fernsehreihe)
- 2018: Heldt (Fernsehserie, Folge Dinner mit Verbrechen Teil 1 und 2)
- 2018: Doppelzimmer für Drei
- 2018: Kroymann (Satiresendung, 1 Folge)
- 2019: Gloria, die schönste Kuh meiner Schwester
- 2019: Herren
- 2019–2025: Frühling (Fernsehreihe)
  - 2019: Frühling – Das verlorene Mädchen
  - 2020: Liebe hinter geschlossenen Vorhängen
  - 2020: Genieße jeden Augenblick
  - 2021: Schmetterlingsnebel
  - 2021: Weihnachtsgrüße aus dem Himmel
  - 2022: Auf den Hund gekommen
  - 2022: Alte Liebe, neue Liebe
  - 2022: Alte Gespenster
  - 2022: Das erste Mal
  - 2022: Eine Handvoll Zeit
  - 2023: Kleiner Engel, kleiner Teufel
  - 2023: Das Geheimnis vom Rabenkopf
  - 2023: Das Mädchen hinter der Tür
  - 2023: Lauf weg, wenn du kannst
  - 2025: Ich such dich!
  - 2025: Babyalarm
  - 2025: Wenn du nicht still bist, dann…
- 2019: Tatort: Das verschwundene Kind
- 2019: 23 Morde – Bereit für die Wahrheit? (Fernsehserie, Folge Tank)
- 2020: Wilsberg: Wellenbrecher
- 2021: Stubbe – Von Fall zu Fall: Tödliche Hilfe (Fernsehreihe)
- 2021: Der Staatsanwalt (Fernsehserie, Folge Erfolgreich, glücklich, tot)
- 2022: Extraklasse – On Tour
- 2022: Ich dich auch!
- 2024: Bettys Diagnose (Fernsehserie, Folge Nebenwirkungen)
- 2024: In aller Freundschaft (Fernsehserie, Folge Ausgeträumt)
- 2024: Ein starkes Team: Der tote Mörder
- 2025: Die Drei von der Müllabfuhr – Der Neue (Fernsehreihe)